# Islam Ðugum
Islam Ðugum, född 1 juni 1960, är en friidrottare från Bosnien och Hercegovina. Han deltog vid olympiska sommarspelen 1996.